# 津軽急行自動車
津軽急行自動車（つがるきゅうこうじどうしゃ）は、青森県北津軽郡飯詰村と青森市を結ぶ路線バスを運行する会社であった。

## 沿革
- 1933年 - 角弘の長谷川与助が青森市と北津軽郡の経済交流の必要性を感じ設立。青森市油川 - 飯詰村間の国有林道を拡幅しバス専用道路（のち青森県道26号青森五所川原線）を造り上げてバス運行を開始。
- 1941年 - 津鉄バスに買収。